# Malahu
Malahu fou una de les tribus aramees de la Baixa Mesopotàmia. La situació de l'estat de Malahu no està determinada. El territori fou sotmès per Sargon II en la campanya del 710 aC contra Babilònia i fou agregat a la província de Gambulu. El 692 aC la tribu fou part de la coalició que va enfrontar als assiris a la batalla d'Halule o Khalule (Samarra).